# Safarowo (Tschischminski)
Safarowo (russisch Сафарово, Baschkirisch: Сафар) ist ein Dorf in Baschkortostan, Russland. Es ist Verwaltungssitz der Landratsgemeinde (Selsowet) Safarowski.

## Geographie
Der Ort liegt im Tschischminski rajon, 12 Kilometer bzw. 14 Straßenkilometer westlich vom Verwaltungssitz des Rajons, Tschischmy, entfernt. Der nächstgelegene Ort ist Karamaly. Die nächste größere Stadt ist Ufa. Safarowo ist über den Bahnhof Safarowo an das Netz der Rossijskije schelesnyje dorogi angeschlossen. Es wird vom Fluss Karamaly durchflossen.

## Geschichte
Das Dorf wurde von Mischaren auf baschkirischen Gebiet gegründet.

## Bevölkerung
Im Jahr 2010 lebten 991 Menschen im Dorf, die meisten davon Tataren.
| Jahr | Einwohner |
| ---- | --------- |
| 1865 | 1947      |
| 1906 | 2484      |
| 1917 | 3434      |
| 1920 | 3510      |
| 1939 | 2298      |
| 1959 | 1523      |
| 1989 | 975       |
| 2002 | 991       |
| 2010 | 991       |